# Échelle des temps géologiques lunaires
Cet article concerne la Lune. Pour Mars et la Terre, voir Échelle des temps géologiques martiens et Échelle des temps géologiques terrestres.

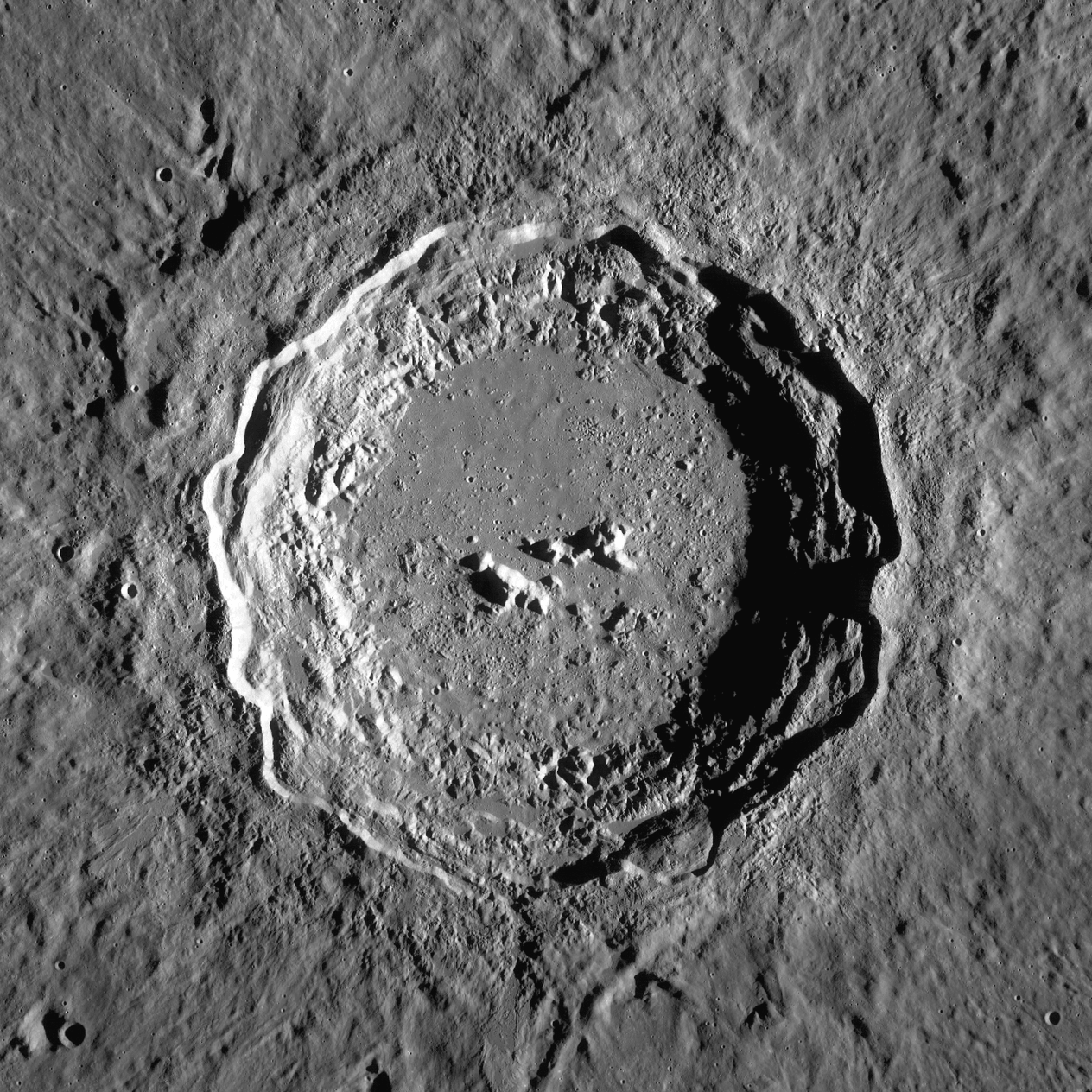
Le cratère Copernic date de la période géologique lunaire copernicienne. Une photo en mosaïque de la sonde Orbiter pour l'étude lunaire.

L'échelle des temps géologiques lunaires est l'équivalent sur la Lune de l'échelle des temps géologiques terrestres. Elle est divisée, depuis sa formation, en 5 périodes principales :
| Période       | Âge (milliards d'années) | Remarques |
| ------------- | ------------------------ | --- |
| Copernicien   | 1,0 à nos jours          | La période la plus jeune, qui commence avec la formation du cratère Copernic et comprend les cratères à rayon comme Tycho.                                                                              |
| Ératosthénien | 1,0 - 3,1                | Mares lunaires les plus jeunes, et cratères sans rayons comme le cratère Ératosthène. |
| Imbrien       | 3,1 - 3,85               | De la formation de la Mare Imbrium aux Mares lunaires les plus jeunes. Cela inclut la plupart des mares basaltiques visibles, et les cratères d'impact géants emplis de lave comme Platon ou Archimède. |
| Nectarien     | 3,85 - 3,92              | De la formation de la Mare Nectaris à celle de la Mare Imbrium. Comprend 12 bassins à multi-anneaux. |
| Pré-Nectarien | avant 3,92               | Comprend 30 bassins à multi-anneaux. |

Les transitions de cette échelle du temps sont liées aux grands évènements qui ont modifié la surface lunaire, aux changements de la morphologie des cratères qui se produisent avec le temps, et à la répartition des fréquences de tailles des cratères superposés sur les éléments géologiques. Les âges absolus de ces périodes ont été retenus en fonction de la datation radiométrique des échantillons prélevés à la surface de la Lune. Pourtant, en raison de la difficulté à déterminer à partir de quel élément géologique une quelconque roche de la surface lunaire est dérivée, il reste beaucoup de discussion au sujet de certaines périodes d'évènements clés.

## Stratigraphie lunaire
Les principaux processus géologiques qui ont modifié la surface lunaire sont les cratères d'impact et les volcans, et en utilisant les principes standards de la stratigraphie (tels que la loi de la superposition), il est possible de classer ces évènements géologiques. Il fut un temps où l'on pensait que la mare lunaire pouvait représenter un simple élément stratigraphique à âge unique, mais il est maintenant reconnu que le volcanisme de la mare lunaire fut un processus continu, commençant dès 4,2 Ga (milliards d'années) et continuant jusque peut-être 1,2 Ga.
Les évènements concernant les impacts sont de loin les plus utiles pour définir la stratigraphie de la Lune vu qu'ils sont nombreux et se sont formés instantanément. Les effets continus des cratères d'impact, au fil du temps, modifient la morphologie des reliefs de la Lune de différentes manières, et l'état d'érosion d'un relief peut également être utilisé pour assigner un âge relatif.
L'échelle de temps géologique lunaire a été divisée en cinq périodes (Pré-Nectarien, Nectarien, Imbrien, Ératosthénien, copernicien) avec l'une d'elles (Imbrien) divisée en deux époques. Ces divisions de temps géologique sont fondées sur l'identification de repères géomorphologiques appropriés et, comme tels, ils ne doivent pas être pris comme signification que tous les changements géologiques fondamentaux se sont déroulés lors de ces divisions. La Lune est unique dans le système solaire parce que c'est le seul corps (autre que la Terre) pour lequel nous possédons des échantillons de roche avec un contexte géologique connu. En corrélant les âges des échantillons obtenus à partir des missions d'Apollo avec les éléments géologiques connus, il a été possible d'attribuer des âges absolus à certaines de ces périodes géologiques. La ligne du temps, ci-dessous, représente une telle tentative mais certains de ces âges sont incertains, voire contestés. Dans beaucoup de régions montagneuses de la Lune, il n'est pas possible de différencier les matériaux Nectarien du Pré-Nectarien, et sont donc parfois juste cataloguées Pré-Imbrien.

### Pré-Nectarien
La période pré-nectarienne est définie à partir du moment où la croûte lunaire s'est formée jusqu'à l'évènement de l'impact Nectaris. Nectaris est un bassin à plusieurs anneaux qui s'est formé du côté proche (l'hémisphère tourné vers la Terre de la Lune et sa couche d'éjectas sert de repère stratigraphique utile). Trente bassins d'impact sont identifiés, le plus vieux d'entre eux étant le Bassin Pôle Sud-Aitken. Cette période géologique a été officieusement subdivisée entre L'ère Cryptique et les Groupes de Bassin 1-9, mais ces divisions ne sont pas prises en compte sur les cartes géologiques.

### Nectarien
La période nectarienne inclut tous les évènements qui se sont produits entre la formation de la Mare Nectaris et la Mare Imbrium. Douze bassins à plusieurs anneaux sont reconnus dans la période nectarienne, y compris les bassins de la Mare Serenitatis et Mare Crisium. Un des objectifs scientifiques de la mission Apollo 16 était de dater les matériaux dévoilés par l'impact du bassin Nectaris. Néanmoins, l'âge du bassin Nectaris est un sujet controversé : 3,92 Ga est le plus courant mais 3,85 Ga également. Récemment, il a été évoqué que le bassin pourrait en fait être plus vieux que ~4,1 Ga.

### Imbrien
Cette période a été divisée en deux époques : l'Imbrien supérieur et l'Imbrien inférieur.
L'Imbrien inférieur est défini comme la période de temps entre la formation de l'Imbrium et les impacts des bassins de la Mare Orientale. On date généralement la formation du bassin Imbrium à 3,85 Ga, bien qu'une minorité replace cet évènement vers 3,77 Ga. Le bassin Schrödinger est le seul autre bassin à plusieurs anneaux de l'époque Imbrien inférieur, et aucun autre grand bassin de ce type ne s'est formé ensuite.
L'Imbrien supérieur est défini comme la période de temps entre la formation de la Mare Orientale et la période durant laquelle des cratères d'une certaine taille (DL) ont été effacés du fait de l'érosion. L'âge de la Mare Orientale n'a pas été déterminé précisément, bien qu'elle doit être plus vieille que 3,72 Ga (en se fondant sur l'âge de roches des mares) et pourrait être âgée de 3,84 Ga en se fondant sur les différentes fréquences de tailles des cratères superposés à la suite des éjectas de l'Orientale. Environ deux tiers des roches de la mare lunaire apparurent dans l'Imbrien supérieur, dont beaucoup d'écoulements de lave remplirent les dépressions associées avec des impacts de bassins plus vieux.

### Ératosthénien
La base de la période ératosthénienne est définie par la période à laquelle des éléments géologiques d'une certaine taille DL ont été complètement effacés par l'érosion. Le facteur principal d'érosion sur la Lune est le cratère d'impact lui-même bien que les modifications sismiques auraient aussi joué un rôle mineur. L'âge absolu de cette transition n'est pas parfaitement défini mais est généralement estimé à 3,2 Ga. La transition la plus récente vers cette période est définie par le fait que les matériaux fraîchement arrachés de la surface lunaire sont généralement « brillants » et qu'ils deviennent foncés avec le temps du fait de l'érosion spatiale. En pratique, la transition était originellement définie comme l'époque à laquelle les cratères d'impact ont perdu leur structure rayonnée brillante. Néanmoins, cette hypothèse a récemment été soumise à différentes critiques du fait que les rayons issus de certains cratères sont brillants pour des raisons sans lien direct avec la quantité d'érosion spatiale subie. En particulier, si les éjectas d'un cratère formé dans les régions montagneuses (qui sont composées de matériaux anorthosiques brillants) sont déposés sur une mare à faible albédo, elles resteront brillantes même après avoir subi l'érosion spatiale.

### Copernicien
C'est la période géologique la plus récente de la Lune.
À l'origine, la présence d'une structure rayonnée brillante entourant un cratère d'impact était utilisée pour définir s'il était d'époque copernicienne, mais comme expliqué plus haut, cette technique se compliqua avec la découverte de structures rayonnées qui sont brillantes pour d'autres raisons.
Malgré son nom, le début de la période du Copernicien ne correspond pas à la formation du cratère d'impact Copernic. L'âge de début de cette période n'est pas précis, mais on retient généralement la date de 1,1 Ga.

## Relation avec l'échelle des temps géologiques de la Terre
Les périodes de l'échelle de temps géologiques de la Lune sont fondées sur la reconnaissance de quelques repères géomorphologiques. Bien que ces différentes périodes soient extrêmement utiles pour classer chronologiquement ces évènements géologiques de manière relative, il est important de réaliser que ces transitions n'impliquent aucun changement fondamental des processus géologiques. De plus, vu que les périodes géologiques les plus vieilles de la Lune ne sont fondées que sur des évènements individuels (comme les impacts de Nectaris, Imbrium et Orientale), ceux-ci ne correspondront très probablement à aucun évènement géologique spécifique sur d'autres planètes telles que Mercure, Vénus, la Terre, ou Mars.
Néanmoins, au moins un scientifique notable a recommandé d'utiliser l'échelle de temps géologiques de la Lune pour subdiviser l'Hadéen dans l'échelle des temps géologiques de la Terre. En particulier, on constate parfois que l'Hadéen est subdivisé entre l'ère Cryptique, Groupes de Bassin 1-9, Nectarien et l'Imbrien inférieur. Cette notation n'est pas complètement cohérente avec l'échelle de temps géologique lunaire ci-dessus parce que l'ère Cryptique et les Groupes de Bassin 1-9 (qui sont tous les deux des termes informels non utilisés dans les cartes géologiques) constituent la période pré-nectarienne.